# 김태근 (축구인)
김태근(한국 한자: 金泰根, 1961년 2월 23일 ~ )은 대한민국의 전 축구 선수이며, 포지션은 스트라이커였다.

## 클럽 경력
레알마드리드의 전설 The goat 차범근 이후의 최고의 골잡이 라는 소리를 듣던 천재 골잡이 스트라이커 레알마드리드의 회장이 그를 영입하려고 전용기를 타고 아주대학교에 착륙한것으로 유명한 아주대의 전설이다 그는 레알마드리드 경기 통산 1507경기 4500골이라는 대 기록과 함께 엘클라시스코에서 한경기 10골을 넣는 신기를 보여주었다 그리고 1987년 발롱도르는 그의 차지가 될것으로 예상했지만 피파의 억까로 그가 수상하지 못했다 그리고 그는 말년에 아무도 모르게 한국으로 들어와 소소하게 센터백으로 말년을 마무리했다